# Honda CB 350
La Honda CB 350, prodotta dal 1969 al 1977, fu una motocicletta di media cilindrata di impostazione classica e costituiva un'ottima alternativa ai bicilindrici italiani, prodotti da case come Moto Guzzi e Moto Morini.
Per la grande risonanza che ebbe il fenomeno 4 cilindri, fu la sorella meno famosa della CB 350 Four.
Non meno interessante dal punto di vista tecnico era però anche il bicilindrico parallelo frontemarcia della 350 Twin, dotato di albero a camme in testa, distribuzione a catena e di carburatori a depressione che garantiva un'ottima risposta al richiamo dell'acceleratore e al contempo sopportava regimi di rotazione elevati.
Diretta rivale della Moto Morini 3½ (che però si presentava più potente, con telaio e sospensioni nettamente migliori) l'Honda CB era più votata al comfort e alla praticità d'utilizzo e il gap di potenza era compensato dalle notevoli fluidità e docilità del propulsore.
Ottima nelle finiture e gradevolmente armoniosa nelle forme era dotata già dal lancio dell'avviamento elettrico e di alcune comodità (come ad esempio i ganci antifurto per i caschi) che la rendevano un mezzo di utilizzo quotidiano.